# Reacție haloformă
Reacția haloformă este o reacție organică în care un haloform (compus de forma CHX3, unde X este un halogen; avem ca exemplu cloroform, iodoform, etc) este obținut ca urmare a unei halogenări exhaustive a unei metil-cetone (un compus de forma R–CO–CH3) în prezența unei baze. Reacția poate fi folosită pentru transformarea grupelor acetil în grupe carbonil sau pentru obținerea cloroformului (CHCl3), bromoformului (CHBr3) sau iodoformului (CHI3).

## Mecanism
În prima etapă, are loc disproporționarea halogenului în prezența hidroxidului, obținându-se ionul halogenură corespunzător și ionul hipohalit (mai jos se regăsește ecuația exemplificată pe brom, când rezultă ionii bromură și hipobromit):
Dacă este prezent un alcool secundar, acesta va fi oxidat la cetonă de către hipobromit:
Dacă avem în schimb o metilcetonă, aceasta va intra în reacție cu ionul hipohalit, urmând un proces în trei etape:
1. În mediul bazic, cetona suferă tautomerie ceto-enolică. Ionul enolat va ataca nucleofil o moleculă de brom.
2. În momentul în care poziția alfa a fost complet substituită cu halogen (halogenare exhaustivă), va avea loc un atac nucleofil al hidroxidului, −CX3 eliminându-se și stabilizându-se ulterior (datorită grupelor atrăgătoare de electroni). 
3. Anionul −CX3 primește un proton de la solvent sau de la acidul carboxilic format în etapa precedentă, formând haloformul. 

## Aplicații

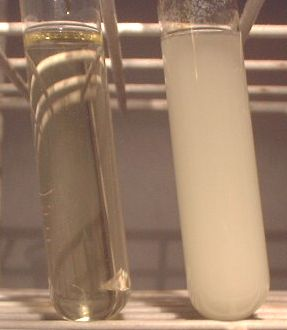
Obținerea iodoformului (dreapta - pozitivă).

În laborator, reacția haloformă este utilizată câteodată pentru identificarea unei metilcetone. De obicei, se utilizează reacția de obținere a iodoformului, când apare un precipitat alb.